# Aelurillus cretensis
Aelurillus cretensis là một loài nhện trong họ Salticidae.
Loài này thuộc chi Aelurillus. Aelurillus cretensis được Azarkina miêu tả năm 2002.